# قطعنامه ۶۷۷ شورای امنیت
قطعنامه ۶۷۷ شورای امنیت سازمان ملل متحد که در تاریخ ۲۸ نوامبر ۱۹۹۰ تصویب شد، سندی بین‌المللی دربارهٔ عراق-کویت است. این قطعنامه طی نشست ۲۹۶۲ام با ۱۵ رای موافق، ۰ مخالف و ۰ ممتنع تصویب شد.